# جان گریرسن
جان گریرسن (انگلیسی: John Grierson؛ ۲۶ آوریل ۱۸۹۸ – ۱۹ فوریهٔ ۱۹۷۲) یک کارگردان و مستندساز برجستهٔ اسکاتلندی بود که امروزه او را پدرِ مستندسازی بریتانیا و کانادا می‌دانند.
جان گریرسن ابداع‌کنندهٔ واژهٔ «مستند» (Documentary) برای این گونه از فیلم‌ها بود و نخستین بار در نقدی بر فیلم «موآنا» (اثرِ رابرت فلاهرتی) این واژه را بکار برد.